# Magia blanca

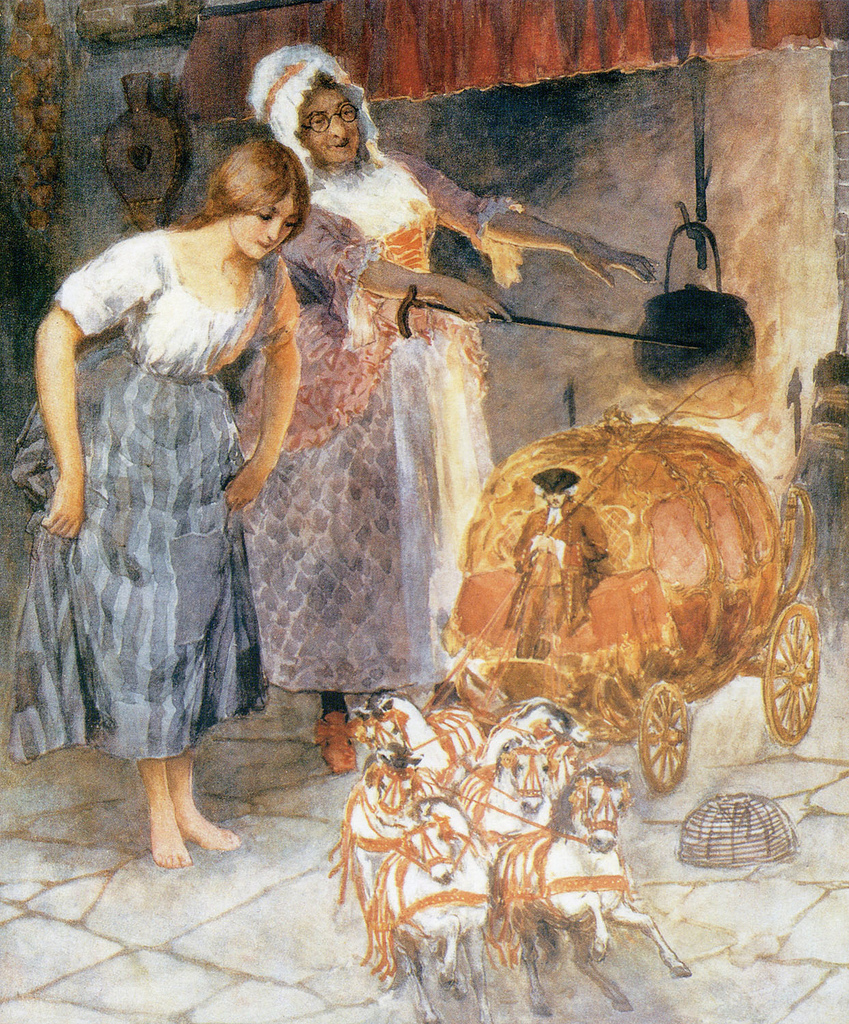
Ilustración de magia blanca.

Se denomina magia blanca (también conocida como magia de luz o magia buena) a aquellos actos de liturgia mágica cuya naturaleza es benéfica, para el bien propio o el de los demás.
A quienes la practican se les han otorgado títulos como sabios, sanadores, brujos blancos o magos. Muchos afirmaban poseer la capacidad de realizar estas acciones gracias al conocimiento o poder que les fue transmitido por herencia o por algún evento posterior en sus vidas. La magia blanca se practicaba mediante la sanación, las bendiciones, los encantamientos, los conjuros, las oraciones y las canciones. La magia blanca es la contraparte benévola de la maliciosa magia negra.
La magia blanca combate los hechizos malignos, debido a que busca la prosperidad, la integridad, y el desarrollo físico y mental en conexión con el espíritu. Su base es la armonización de la buena voluntad humana.

## Historia
Según Guy Bechtel, en todos los tiempos ha habido seres que decían tener poderes sobrenaturales y practicar la magia. Desde sacerdotes hasta emperadores se arrogaban el título de «mago». Había funcionarios estatales que  trabajaban de adivinos o augures y se dedicaban a augurar quién sería el vencedor en la batalla. Eran los magos. 
La brujería, en cambio, ejercida por gente de menor nivel cultural y económico, era vista como un subproducto de la magia. La gente recurría a los brujos y brujas para ahuyentar la mala suerte o mejorar las cosechas. En los principios se trataba de una brujería benéfica. Las brujas o brujos practicaban la llamada magia blanca. Esto se veía en Occidente tanto como en Oriente: en la  Antigua Roma, en la Antigua Romelia, en el Antiguo Egipto e incluso en África existían talismanes contra el mal de ojo, amuletos, hierbas mágicas y pociones.
Recién con el cristianismo aparece el concepto de brujería como herejía religiosa ligado principalmente a las mujeres, y el mago (magus) va dejando lugar al brujo (maleficus), con lo que el combate contra la magia se convierte en sinónimo de lucha contra el paganismo.

## Adoración de la Diosa
Aunque no es exclusivamente una búsqueda femenina, la magia blanca moderna a menudo se asocia con conceptos estereotípicamente femeninos como el de la diosa madre, Afrodita, la luna y otros espíritus de la naturaleza. En las historias modernas o en los cuentos de hadas, la idea de magia blanca a menudo se asocia con una mujer sabia o un espíritu maternal afectuoso. El vínculo entre la magia blanca y la Madre Tierra es un tema habitual en la brujería moderna. Un brujo blanco siempre busca el consejo de los dioses, espíritus y del inconsciente. Un oráculo puede ser, por ejemplo el Tarot, I-Ching, runas u otros.